# 유재열
유재열(柳在烈, 1949년 2월 1일, ~)은 사업가이며 전 종교인이다.

## 생애
1966년 당시 18세였던 유재열은 "호생기도원에 다녔다." 어린종 이라고  불린 그는 전국적으로 포교활동을 하였다. 1975년 그는 성도들과 함께 청계산 중턱에 연건평 8백여평의 사이비 성전을 지었다. 이후 유재열은 모든 것을 뒤로한 채 미국 이민을 떠났다. 현재 그는 종교와는 상관없는 사업에 전념하고 있다.